# Louis Didion
Pour les articles homonymes, voir Didion.
Louis Didion, né le 10 mai 1832 à Charmes (Vosges) et mort le 16 juillet 1903 à Sainte-Marie-sur-Mer, est un facteur de pianos français.

## Biographie
Peut-être influencé par un de ses cousins, le polytechnicien Charles Didion (1803-1882), ingénieur des chemins de fer sur la ligne Paris-Orléans-Nantes, puis président de la compagnie d'Orléans, Louis Didion s'établit à Nantes comme négociant au début des années 1850. En 1866 il devient accordeur, puis facteur de pianos.
Sa production est récompensée par une médaille d'argent à l'exposition universelle de Paris en 1878 et une médaille d'or à l'exposition nationale Angers en 1895. Il fabrique des pianos droits à cordes obliques, connus « pour résister aux influences atmosphériques du voisinage de la mer ». Parallèlement à la production d'instruments, il organise aussi des concerts dans ses « beaux salons », faisant une tradition de ces moments musicaux inaugurés par l'oncle de sa femme, Dominique Lété.
En 1898, il cède la manufacture à son gendre Charles Vuillemin. Elle prend alors la raison sociale de Vuillemin-Didion.

## Famille
En 1856, il épouse, à Nantes une nièce du facteur de pianos Dominique Joseph Lété (1804-1871), Amélie Secher, avec qui il a deux filles :
- Amélie Louise (1858-1956) qui elle-même épousera en 1879 Charles Marie François Louis Vuillemin, un militaire ; ce sont les parents du compositeur et musicologue Louis Vuillemin (1879-1929) ;
- Elisabeth Émilie Joséphine.

## Source
- Jean-Marc Stussi, « Un siècle de facture de pianos à Nantes », sur lieveverbeeck.eu (consulté le 6 février 2021)